# 卡尔·马利亚·冯·韦伯
卡尔·马利亚·弗里德里希·恩斯特·冯·韦伯（德語：Carl Maria Friedrich Ernst von Weber，約1786年11月18日—1826年6月5日），德国作曲家。

## 生平
韦伯从小接受良好的音乐薰陶，母亲是一名歌手，父亲是巡回剧团的经理，他随父亲在各地旅行的时候积累了丰富的生活经验并接触到繁多的民间音乐，这成为他后来所创作的民族主义题材歌剧的源泉。10岁时跟随海顿的弟弟米夏埃尔学习作曲，1798年去慕尼黑深造，之后定居维也纳。从1804年开始，先后在布雷斯劳、布拉格和德雷斯顿等地担任指挥。1824年为皇家歌剧院写作《奥伯龙》，两年后首演时作曲家亲往伦敦指挥，但经过长途的劳累他的身体情况恶化，于首演两个月后因肺病客死异乡。

## 著名作品
- 歌劇《魔弹射手》，作品77

1820年的《魔弹射手》是他最成功的歌剧，取材于阿培尔（Johann August Apel）的小说，被认为是德国第一部浪漫主义歌剧。另外还有1823年的《欧丽安特》，这部歌剧中没有口白，音乐持续不断，虽然脚本比较晦涩，但完全地复制出中世纪骑士社会的气氛。
- 《邀舞（德语：Aufforderung zum Tanz (Weber)）》，作品65

韦伯十分鍾愛钢琴的音色，因此写作了许多优美的钢琴曲，其中要数1819年献给其妻子的钢琴独奏曲《邀舞》最为出色。
- 其它
  - 歌劇《歐麗安特（英语：Euryanthe）》，作品81